# Lichnowy (stacja kolejowa)
Lichnowy – nieczynna węzłowa stacja kolejowa w Lichnowach, w gminie Lichnowy, w powiecie malborskim w województwie pomorskim, wchodzący w skład sieci Gdańskich Kolei Dojazdowych. Przez stację przechodziły 4 linie kolejowe: linia z Nowego Dworu Gdańskiego Wąskotorowego została otwarta w 1898 roku, linia do Malborka Kałdowa Wąskotorowego została otwarta w 1899 roku, linia do Lipinki Gdańskiej została otwarta w 1898 roku oraz linia do Tropiszewa, którą otwarto w 1899 roku.